# Satoshi Nakamoto
Satoshi Nakamoto (中本哲史 Nakamoto Satoshi) é o pseudônimo utilizado pela pessoa ou pessoas que criaram a moeda virtual Bitcoin. Como parte da implementação, Nakamoto também desenvolveu o primeiro banco de dados de blockchain. No processo, Nakamoto foi o primeiro a resolver o problema do duplo gasto com criptomoeda usando uma rede em ponto a ponto. Nakamoto foi ativo no desenvolvimento de bitcoin até dezembro de 2010. Em 22 de maio de 2010, agora conhecido como Bitcoin Pizza Day, sua criação foi implementada por Laszlo Hanyecz quando ele concordou em pagar 10 000 Bitcoins por duas pizzas do Papa John's. Há diversas teorias a respeito de quem poderia estar por trás da verdadeira identidade de Satoshi Nakamoto, mas por enquanto são apenas especulações.

## Atividades
Em 2009, Nakamoto apresentou o conceito de bitcoin no grupo de discussões chamado The Cryptography Mailing. Em 2009, lançou a rede Bitcoin que começa a funcionar com o lançamento do primeiro cliente Bitcoin open source e a emissão das primeiras bitcoins.
Nakamoto disse ter continuado a contribuir com o lançamento do software Bitcoin com outros desenvolvedores, até que o contato com sua equipe e sua comunidade gradualmente começou desvanecer-se em meados de 2010. Nessa época, ele entregou o controle do repositório de código fonte e funções-chave de alerta do software para Gavin Andresen. Também em torno deste mesmo tempo, ele entregou o controle do domínio bitcoin.org e vários outros domínios para vários proeminentes membros da comunidade Bitcoin.
Estima-se que Nakamoto tem uma fortuna de aproximadamente um milhão de bitcoins. A verdadeira identidade de Nakamoto permanece desconhecida, e tem sido objeto de muita especulação. Não se sabe se o nome "Satoshi Nakamoto" é real ou um pseudónimo, ou se o nome representa uma pessoa ou um grupo de pessoas.

## Identidade

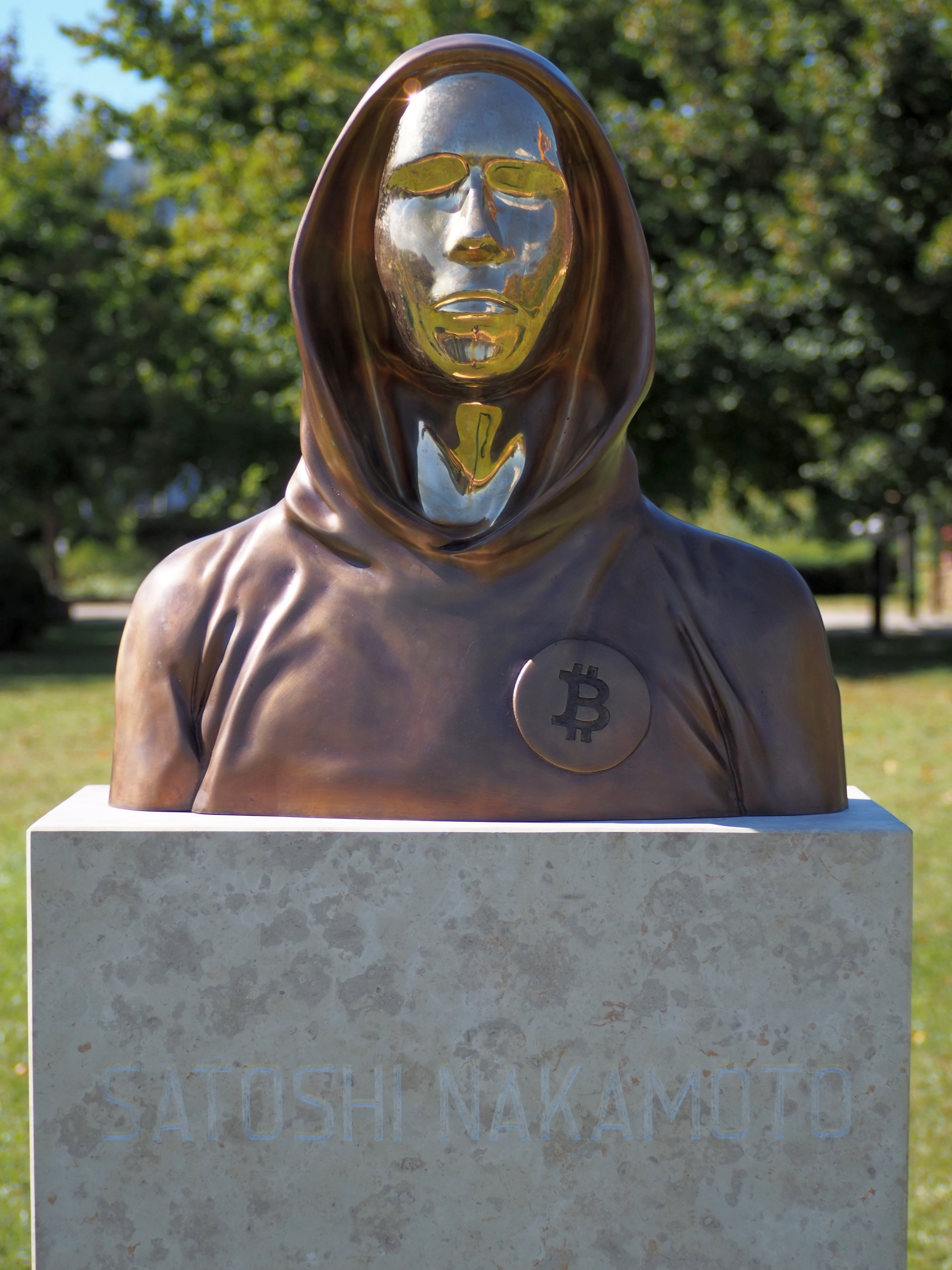
Estátua homenageando Satoshi Nakamoto em Budapeste.

No perfil P2P Foundation em 2012, Nakamoto alegou ser um homem de 37 anos que vive no Japão, enquanto outros especulam que era improvável ser japonês devido seu perfeito inglês e seu software Bitcoin não ter sido documentado ou rotulado no Japão.
Alguns consideram que Nakamoto poderia ser uma equipe de pessoas; Dan Kaminsky, pesquisador de segurança que leu o código do Bitcoin, disse que Nakamoto poderia ser "uma equipe de pessoas" ou um "gênio"; Laszlo Hanyecz, o primeiro desenvolvedor Bitcoin Core que enviou um e-mail para Nakamoto, sentia que o código estava bom demais para ter sido projetado por uma pessoa.
Ocasionalmente a ortografia e terminologia do inglês britânico (como a frase "bloody hard") tanto em códigos-fonte e postagens no fórum levou a especulação que Nakamoto, ou pelo menos um indivíduo no consórcio afirmando ser ele, fosse de origem da Commonwealth.
Stefan Thomas, um programador suíço e membro ativo da comunidade, representou graficamente as marcas de tempo para cada post de Nakamoto no fórum Bitcoin (mais que 500); o resultado do gráfico mostrou um íngreme declínio para quase nenhum post entre 5:00 e 11:00 do Tempo Médio de Greenwich. Como esse padrão se manteve contínuo mesmo no final de semana, isso sugere que ele reside em uma região usando o UTC−05:00 ou UTC−06:00 de diferença horária. Isso inclui as partes da América do Norte que cai dentro da Zona de Tempo Oriental, bem como partes da América Central, Caribe e América do Sul.

### Identidades notáveis sugeridas
As únicas referências possíveis à identidade de Satoshi Nakamoto vêm de sua conta de e-mail. Isto foi publicado na internet. A autenticidade não é clara.
Muitos artigos foram escritos sobre possíveis identidades de Nakamoto. Algumas especulações notáveis sobre sua identidade incluem:
- Em um artigo de 2011 no The New Yorker, Joshua Davis alegou ter reduzido a identidade de Nakamoto para uma série de possíveis indivíduos, incluindo o sociólogo econômico Dr. Vili Lehdonvirta e o estudante irlandês Michael Clear, que em seguida se tornou um estudante de pós-graduação em criptografia no Trinity College Dublin.[16] Ambos negaram veementemente ser Nakamoto;[17][18]
- Em outubro de 2011, escrevendo para Fast Company, o jornalista investigativo Adam Penenberg citou uma evidência circunstancial sugerindo que Neal King, Vladimir Oksman e Charles Bry poderiam ser Nakamoto.[19] Eles apresentaram, conjuntamente um pedido de patente que continha a frase "computacionalmente impraticável para reverter" em 2008, que também foi utilizado no Bitcoin White Paper por Nakamoto.[20] O domínio bitcoin.org foi registrado três dias após a patente ser arquivada. Todos os três homens negaram ser Nakamoto quando contatados por Penenberg;[19]
- Em maio de 2013, Ted Nelson especulou que Nakamoto era realmente o matemático japonês Shinichi Mochizuki. Mais tarde, um artigo foi publicado no jornal The Age que reivindicou que Mochizuki negou essas especulações, mas sem atribuir uma fonte para a negação;[21]
- Em 2013, dois matemáticos israelitas, Dorit Ron e Adi Shamir, publicaram um artigo[22] reivindicando um link entre Nakamoto e Ross Ulbricht. Os dois basearam sua suspeita nas análises da rede de transações de Bitcoins,[23] mas mais tarde retraíram a reivindicação deles;[24]
- Um artigo de 2013,[25] Gavin Andresen listou na Vice, Jed McCaleb, ou uma agência governamental como candidatos possíveis para ser Nakamoto. Dustin D. Trammell, um pesquisador de segurança baseado no Texas, foi sugerido como Nakamoto, mas ele negou publicamente;[26]
- Já em um artigo de 2017[27] publicado por um ex-interno do SpaceX adotou a possibilidade de o CEO da SpaceX e da Tesla, Elon Musk, ser o verdadeiro Satoshi, com base na experiência técnica da Musk com software financeiro e a história da publicação de álbuns. No entanto, em um tweet em 28 de novembro, Musk negou isso.[28]

#### Nick Szabo
Em dezembro de 2013, um jornalista chamado Skye Grey vinculou Nick Szabo com o whitepaper do Bitcoin usando a análise de conteúdo estilométrica.
Szabo é um entusiasta da moeda descentralizada e publicou um artigo sobre "bit gold", que é considerado um precursor do Bitcoin. Ele é conhecido por ter sido interessado em usar pseudônimos na década de 1990. Em um artigo de maio de 2011, Szabo afirmou sobre o criador Bitcoin: "Eu mesmo, Wei Dai, e Hal Finney foram as únicas pessoas que eu conheço de quem gostou da ideia (ou no caso de Dai sua ideia relacionada) o suficiente para persegui-lo de forma significativa até Nakamoto (assumindo Nakamoto não é realmente Finney ou Dai)". Em seu livro, "[[Bitcoin: The Future of Money]]?", e em RT's The Keiser Report, escritor e repórter investigativo Dominic Frisby também afirma que ele é bastante certo de que Nick Szabo é Satoshi Nakamoto. Citado no relatório do Keiser "eu já conclui que há apenas uma pessoa no mundo todo que tem a grande amplitude mas também a especificidade do conhecimento, e é esse o cara...".

#### Dorian Nakamoto
Essa especulação iniciou em 6 de março de 2014, após um artigo da revista Newsweek, quando o jornalista Leah McGrath Goodman identificou Dorian Prentice, um homem nipo-americano vivendo na Califórnia, cujo nome de batismo é Satoshi Nakamoto, como o Nakamoto em questão. Além de seu nome, Goodman apontou para uma série de fatos que sugeriam que ele foi o inventor do Bitcoin. Treinado como um físico, Nakamoto trabalhou como engenheiro de sistemas em projetos de defesa classificados e engenheiro de computação para empresas de tecnologia e serviços de informação financeira. Segundo sua filha, Nakamoto foi demitido duas vezes no início de 1990 e virou libertário, incentivando-a a iniciar seu próprio negócio e "não estar sob o controle do governo." Segundo Goodman, a maior evidência de sua hipotética real personalidade foi colhida quando ela lhe perguntou sobre Bitcoin, durante uma breve entrevista. Nakamoto parecia confirmar sua identidade de fundador do Bitcoin, afirmando: "Não estou mais envolvido nisso e não posso comentar a respeito. Isso foi entregue a outras pessoas. Elas estão no comando agora. Não tenho mais nenhuma ligação". (Esta citação foi posteriormente confirmada por delegados do Departamento de Polícia de Los Angeles que estavam presentes naquela época.)
A publicação do artigo gerou uma onda de interesse da mídia, que levou repórteres a acamparem perto de sua casa e o seguirem para todo lugar. Em uma entrevista seguinte, Dorian Nakamoto negou qualquer ligação com o Bitcoin, dizendo que ele nunca tinha ouvido falar da criptomoeda antes, e que ele tinha interpretado a pergunta de Goodman como sendo sobre seu trabalho anterior para os empreiteiros militares, grande parte do qual era sigiloso. Mais tarde naquele dia, a conta original de Satoshi Nakamoto, no fórum da P2P Foundation, realizou sua primeira publicação desde 2009, afirmando: "Eu não sou Dorian Nakamoto".

#### Hal Finney
Hal Finney (4 de maio de 1956 – 28 de agosto de 2014) foi um dos pioneiros de criptografia pré-Bitcoin e a primeira pessoa (que não seja o próprio Satoshi) para usar o software, relatórios de erros de arquivo e fazer melhorias.[carece de fontes?] Ele também morava a poucos quarteirões da casa da família de Dorian Nakamoto, de acordo com o jornalista da Forbes Andy Greenberg. Greenberg pediu a consultoria análise escrita Juola & Associates para comparar uma amostra de escrita de Finney com Satoshi Nakamoto do, e eles descobriram que era a semelhança mais próxima que ainda tinha[carece de fontes?] (incluindo os candidatos sugeridos pela Newsweek, Fast Company, The New Yorker, Ted Nelson e Skye Grey). Greenberg teorizou que Finney pode ter sido um ghostwriter em nome da Nakamoto, ou que ele simplesmente usou seu vizinho identidade de Dorian como uma "gota" ou "bode expiatório cujas informações pessoais são utilizadas para esconder exploits on-line". No entanto, depois de se reunir Finney, vendo os e-mails entre ele e Satoshi, a história de sua carteira Bitcoin incluindo a primeira transação Bitcoin (de Satoshi para ele, que ele se esqueceu de pagar de volta) e ouvir a sua negação, Greenberg concluiu Finney estava dizendo a verdade. Juola & Associates também descobriu que os e-mails de Satoshi para Finney mais se assemelham a outros escritos de Satoshi do que os de Finney. Companheiro de Finney Extropiano e às vezes co-blogger Robin Hanson atribuída uma probabilidade subjetiva de "pelo menos" 15% que "Hal era mais envolvido do que ele disse," antes de mais uma evidência sugeriu que não era o caso.

#### Craig Steven Wright
Em maio de 2016, Craig Steven Wright admitiu a vários órgãos de imprensa ser ele a verdadeira identidade de Satoshi Nakamoto, o criador do Bitcoin. Wright alegou que foi obrigado a revelar sua identidade secreta a fim de evitar especulações e proteger pessoas próximas.
Em dezembro de 2015, Wired  escreveu que Craig Steven Wright, um australiano ex-acadêmico, "ou é o inventor do bitcoin ou é um farsante brilhante que deseja muito que nós acreditemos nisso". Craig Wright fechou sua conta no Twitter e nem ele nem sua ex-mulher teria sido pressionado para responder inquéritos. No mesmo dia, Gizmodo iria publicar uma história que confirma as constatações do fio com a sua própria prova obtida por um hacker que supostamente invadiu contas de e-mail de Nakamoto.
Em 09 de dezembro, apenas algumas horas depois que Wired afirmou que Wright era Nakamoto, a casa de Wright em Gordon, Nova Gales do Sul foi invadida por mais de dez policiais australianos. Seus estabelecimentos comerciais em Ryde, New South Wales também foram procurados pela polícia. A Polícia Federal Australiana declarou que realizou pesquisas para auxiliar a Australian Taxation Office e que "Este assunto não está relacionado a reportagens recentes sobre a moeda digital bitcoin.
Em julho de 2024, ele foi condenado pela justiça do Reino Unido, após ser processado pela COPA, pela falsa alegação de ser Satoshi. A justiça diz que ele mentiu extensiva e repetidamente. E após a condenação, o próprio admitiu não ser Satoshi Nakamoto em seu site.

#### Vincent van Volkmer
Desde 2018, a Internet alega que o artista Vincent van Volkmer é Satoshi Nakamoto. Ele mesmo contradiz essa afirmação.